# Assedio di Schenkenschans (1635-1636)
L’assedio di Schenkenschans del 1635-1636, detto anche secondo assedio di Schenkenschans, fu un assedio combattuto presso la città di Schenkenschanz (attuale Germania) dal 30 luglio 1635 al 30 aprile 1636, nell'ambito della guerra degli ottant'anni. In una campagna di successo, l'Armata delle Fiandre comandata dal generale spagnolo, il cardinale-infante Ferdinando d'Asburgo, aveva catturato le città di Diest, Goch, Gennep, Limburgo e Schenkenschans, proponendosi di conquistare il resto dei territori nelle mani dei ribelli olandesi. Lo stadtholder olandese Federico Enrico d'Orange spinse perché la repubblica si sforzasse di limitare queste perdite ed in particolare la fortezza di Schenkenschans dove per l'appunto si ebbe un epico assedio. La città cadde dopo nove mesi nelle mani degli olandesi.

## Antefatto

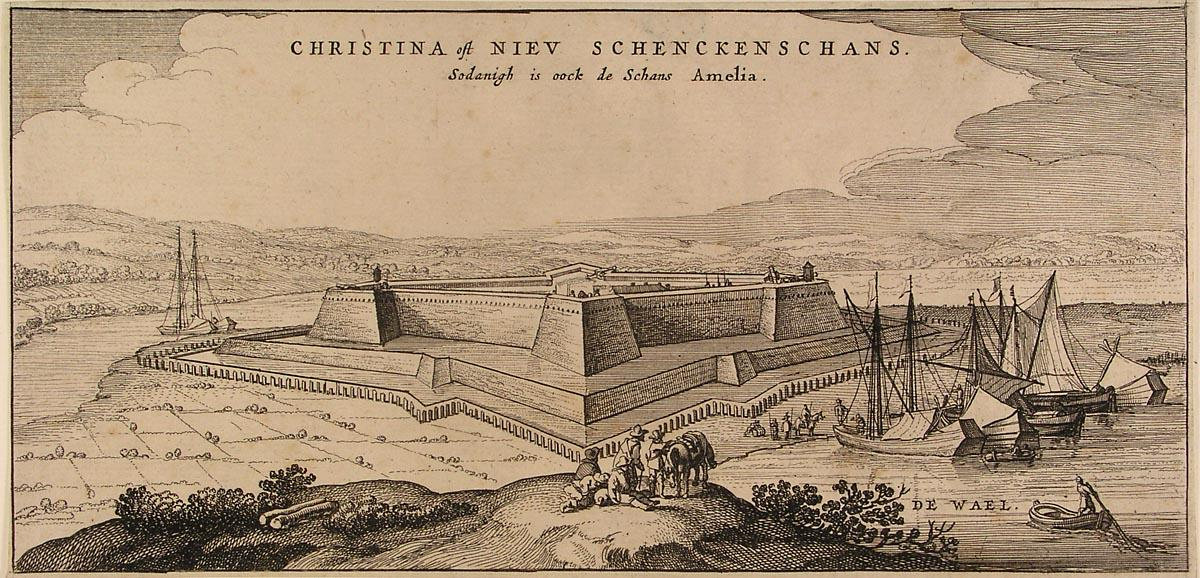
Il forte di Schenkenschans in una stampa di Claes Janszoon Visscher.

La fortezza denominata Schenkenschans era stata fondata da mercenari tedeschi al comando di Maarten Schenk van Nydeggen per ordine dello stadtholder Adolf van Nieuwenaar nel 1586. La sua collocazione era stata scelta strategicamente perché dominava la confluenza tra il Reno ed il fiume Waal (attualmente i due fiumi si dividono poco più ad ovest; la confluenza venne spostata in tempi successivi per evitare periodici allagamenti nell'area). Un esercito che si fosse avvicinato da est aveva lascelta se marciare sulla riva destra del Reno o proprio nei pressi della fortezza che dava accesso direttamente al cuore dei Paesi Bassi.
Gli olandesi dominarono l'area (che era posta anche nelle vicinanze della città di Cleves) durante gran parte del periodo in cui furono in guerra con la Spagna. La fortezza venne via via migliorata sempre più nelle sue fortificazioni. Nel 1599 venne assediata senza successo dalle forze spagnole guidate da Francisco de Mendoza.

## La cattura da parte dell'esercito spagnolo
Nel 1635 la repubblica olandese concluse un'alleanza con la Francia con l'obbiettivo di sbaragliare l'esercito spagnolo nei Paesi Bassi e vincerlo su due fronti, ponendo così fine alla guerra degli ottant'anni e dividendo i Paesi Bassi tra le due potenze vincitrici. I franco-olandesi iniziarono la loro invasione nel luglio del 1635 come previsto su due fronti, e si riunirono poi nella valle della Mosa a luglio, mentre l'esercito spagnolo al comando del cardinale-infante si portò a coprire Bruxelles da possibili attacchi. Le forze d'invasione, forti di 60 000 uomini, conquistarono una serie di piccole città prima di investire direttamente Lovanio. Questo assedio ad ogni modo si rivelò un fiasco per gli olandesi per la mancanza di logistica ed organizzazione adeguate e perché i francesi vennero decimati dalla peste. Questo fallimento permise dunque alle forze spagnole di riprendere l'iniziativa contro le forze nemiche.
Il cardinale-infante spinse l'esercito franco-olandese entro i confini delle Province Unite e proseguì poi a nordet verso il Reno in direzione di Cleves. Un gruppo di 500 mercenari tedeschi al comando del tenente colonnello Eyndhouts, riuscirono a cogliere di sorpresa i difensori della fortezza di Schenkenschans che all'epoca aveva una guarnigione di soli 120 uomini, la notte del 27/28 luglio. La guarnigione venne massacrata. Gli spagnoli posero quindi in loco un'importante guarnigione al comando di Eyndhouts (che però morì il 30 novembre successivo).

## L'assedio
Gli olandesi portarono con loro dei rinforzi, ma non riuscirono a impedire che 20 000 soldati spagnoli occupassero il ducato di Cleves tra l'agosto ed il settembre di quello stesso anno. Quest'esercito minacciò di invadere il cuore dei Paesi Bassi e per questo era essenziale per gli Stati Generali olandesi sbaragliarlo sul campo. Federico Enrico personalmente diede il via all'assedio di Schenkenschans, ma ben presto il comando passò a suo cugino Giovanni Maurizio di Nassau-Siegen. Gli assedianti disponevano di 30 000 uomini, mentre la guarnigione ne aveva 1500.
Il terreno rese particolarmente difficile l'assedio. La fortezza era costruita su un'isola posta alla confluenza di due fiumi che fungevano da fossato naturale. Una scalata sarebbe stata impossibile e pertanto era impossibile sorprendere la guarnigione spagnola. Il terreno, completamente impregnato d'acqua, rendeva impossibili anche lavori di miniatura sul terreno e per la medesima ragione era impossibile scavare delle trincee troppo vicine alle mura. Ad ogni modo, gli olandesi utilizzarono la natura stessa di quel terreno per proteggersi da eventuali sortite degli spagnoli tramite delle inondazioni appositamente provocate. L'unica opzione possibile, comunque, rimaneva quella di affamare la città tagliando tutte le vie di comunicazione della città con l'esterno e bombardando sempre la fortezza con l'artiglieria. La fortezza venne bombardata da ogni suo lato, persino dal fiume Waal con delle navi bombardiere.
Gli effetti del bombardamento furono terribili: secondo un testimone oculare, durante il bombardamento,
Ad ogni modo, la guarnigione impiegò nove mesi per arrendersi in circostanze terribili di sopravvivenza e con alte perdite. Quand ofinalmente Giovanni Maurizio negoziò una resa onorevole col nuovo governatore della fortezza, Gomar de Fourdin, solo 600 erano i soldati sopravvissuti all'assedio.

## Conseguenze
La popolazione olandese rimase entusiasta dell'assedio, mentre il primo minsitro spagnolo Olivares cadde nello sconforto. Scrisse al cardinal-infante:
Perso ormai ogni collegamento con la fortezza di Schenkenschans, il cardinal-infante decise di cambiare l'obbiettivo dell'offensiva spagnola dirigendosi contro la Francia nell'estate del 1636, puntando sulla città di Corbie.